# Siegmund Feilbogen

Siegmund Feilbogen. Ausschnitt des nachfolgenden Gruppenbildes des Professoren-Kollegiums der Wiener Exportakademie (1904)

Professoren-Kollegium der Wiener Exportakademie 1904 mit Siegmund Feilbogen (sitzend 2. von rechts)

Siegmund Feilbogen (* 27. März 1858 in Heřmanův Městec, Kaisertum Österreich; † 26. Juli 1928 in Zürich) war Jurist und Nationalökonom, Schriftsteller, Übersetzer und Initiator der deutschsprachigen James-Joyce-Rezeption.

## Leben
Siegmund Feilbogen promovierte 1881 als Doktor der Rechte, 1882 als Doktor der Philosophie. Anschließend unterrichtete er an Wiener Handelsschulen. Nach seiner Habilitation 1895 wurde er Privatdozent an der rechts- und handelswissenschaftlichen Fakultät der Universität Wien und lehrte ab Oktober 1898 als „ordentlicher Professor für politische Ökonomie“ und „Leiter des wirtschaftlichen Seminars“ an der „Wiener Exportakademie“ (später Hochschule für Welthandel, heute Wirtschaftsuniversität Wien), deren Standort damals im Palais Festetics in der Berggasse 16 war.

### Folgenschwere Religionsstörung
Feilbogens wissenschaftliche Karriere wurde 1908 abrupt beendet, als bei einer vom Papst zelebrierten Ostermesse im Petersdom Feilbogens Schwägerin, die Feilbogen und dessen Frau Franza beim Rom-Besuch begleitete, unabsichtlich eine Religionsstörung beging, indem sie sich als Jüdin irrtümlich zur Kommunion angestellt hat und eine Hostie empfing, die sie anschließend in ein Taschentuch verfrachtete, was beobachtet wurde und einen Eklat ausgelöst hat, der europaweit zahlreiche deutsch- und anderssprachige Medienartikel zur Folge hatte. Der Zwischenfall wurde vor allem von antisemitischen Kreisen so aufgebauscht, dass der österreichische Thronfolger Franz Ferdinand sogar eigens eine Sühnekirche in Wien errichten wollte.
Aufgrund einer Interpellation antisemitischer Parlamentarier beschäftigte sich am 30. April 1908 das österreichische Parlament mit der von den österreichischen Medien aufgebauschten Affäre, was für Feilbogen vernichtend endete, obwohl er sich zuvor wiederholt öffentlich für das Missgeschick seiner Schwägerin entschuldigt hat: „Am Tag der Parlamentsdebatte schrieb [Arthur] Schnitzler in sein Tagebuch, dass ihm nicht nur die Affäre Wahrmund, sondern auch die Affäre Feilbogen den Stoff von „Professor Bernhardi“ wieder sehr nahe bringe.“ Feilbogens Kollegen an der Exportakademie distanzierten sich von ihm: „In einer außerordentlichen Plenarversammlung drückte das Professorenkollegium der Exportakademie 'ihr allertiefstes Bedauern über die unerhörten Vorgänge' aus. Feilbogen wurde umgehend von der Exportakademie und der Wiener Universität, beurlaubt und zum Semesterende im Juli in Pension geschickt.“ Feilbogens Karriere hat sich auch nach Ende des Ersten Weltkrieges und dem damit einhergehenden Zusammenbruch der katholisch ausgerichteten k.u.k-Monarchie nicht mehr von den Folgen des vatikanischen Zwischenfalles erholt.

### Zürcher Exil
Während des Ersten Weltkrieges emigrierte der Pazifist Feilbogen, der zur Jahrhundertwende mit Bertha von Suttner korrespondiert hatte, aus der Krieg führenden k.u.k.-Monarchie ins neutrale Zürich, das 1915 seine Wahlheimat wurde, wo er bis an sein Lebensende als Schriftsteller, Übersetzer und Herausgeber arbeitete. So war er etwa unter anderem Redakteur der Zeitschrift „Internationale Rundschau“, von der es auch eine englischsprachige Ausgabe („International Review“) gab, für die unter anderem James Joyce einige Texte ins Englische übersetzt hat, den Feilbogen bald als Gesprächspartner und Autor schätzen gelernt hat. Daneben publizierte Feilbogen regelmäßig im „Berliner Tageblatt“ sowie der „Zürcher Post“.

### Verkannter Initiator der deutschsprachigen Joyce-Rezeption
Der auf Joyce’ Österreich-Verbindungen spezialisierte Literaturwissenschaftler Andreas Weigel hat Feilbogens Beziehung zu Joyce recherchiert und entdeckt, dass es Feilbogen war, der mit seiner am 2. Juni 1917 im „Berliner Tageblatt“ veröffentlichten Besprechung von Joyce’ Roman „A Portrait of the Artist as a Young Man“ sowie seiner am 12. September 1918 gleichfalls im „Berliner Tageblatt“ veröffentlichten Rezension von Joyce’ Drama „Exiles“ schon während des Ersten Weltkrieges die deutschsprachige Joyce-Rezeption gestartet hat. Bis Anfang 2015 hat die Joyce-Forschung den Beginn der deutschsprachigen Joyce-Rezeption einhellig mit einem Artikel angegeben, der Ende März 1919 in der „Neuen Zürcher Zeitung“ über das Drama „Exiles“ erschienen ist. Feilbogens dritter detaillierter Joyce-Beitrag, der sich unter dem Titel „Ein Dichter im Exil. James Joyce und seine Werke“ Joyce’ Leben und Werk widmet, wurde am 29. Juni 1919 im „Neuen Wiener Tagblatt“ veröffentlicht und zählt somit gleichfalls zu den frühesten Zeugnissen der deutschsprachigen Joyce-Rezeption. Weigel hat auch die bislang einzige Fotografie Feilbogens aufgetrieben: Sie zeigt Feilbogen 1904 als den einzigen Rasierten unter lauter Bartträgern, was insofern bemerkenswert ist, als Feilbogen in Richard Ellmanns Joyce-Biografie als „bearded messianic professor from Vienna“ beschrieben wird, was möglicherweise auf eine Verwechslung zurückzuführen ist. Schließlich hat schon der erste Joyce-Biograf Herbert Gorman in seiner Joyce-Biografie Feilbogen mit jemand anderem verwechselt: Joyce „stieg mit seinem Sohn zur Sternwarte hinauf, um den alten österreichischen Astronomen Siegmund Feilbogen, den Pazifisten, sagen zu hören: 'Wie können die Leute einen Blick auf die Sterne werfen und sagen, es gebe keinen Gott?'“ Joyce hat diesen Fehler in einem Brief folgendermaßen quittiert: „If you have read my biography you have certainly laughed to read what Mr Gorman (who indeed, did not even announce the publication to me, nor did his publisher either) writes, that the astronomer of the Uraniaturm was named … Siegmund Feilbogen!“ Schon zuvor hat Joyce in einem Brief Gormans Fehler erwähnt und interpretiert: „On the whole it is well documented though in the Zurich chapters poor old Prof. Sigmund [sic!] Feilbogen is alluded to as an astronomer! An ear trumpet has been mistaken for a telescope!“ Joyce selbst hat Feilbogen in Finnegans Wake ein kleines Denkmal errichtet, indem er dessen Name anführt: „Not forgetting the oils of greas under that turkey in julep and Father Freeshots Feilbogen in his rockery garden with the costard?“
In der eigens für Frank Budgen geschriebenen Schilderung „Zurich Figures“ skizziert Joyce folgende Charakteristik Feilbogens, die zu verstehen gibt, dass Joyce der Vorfall im Vatikan bekannt war: „Sigmund Feilbogen Ear trumpet which he oriented and occidented night and day to catch rumours of peace anywhere at any hour. The slings and arrows of outrageous fortune had hit him hard. Said to have lost his professorship in the higher school of Commerce in Vienna because his wife (Rubens type with one eye gone West) urged by female curiosity half consumed the host the pope gave her in St. Peter's and then spat it into her handkerchief.“
Budgen hat diese Passage, die ihm allem Anschein nach übertrieben schien, in seinem Buch „James Joyce und die Entstehung des 'Ulysses'“ auf folgenden Satz verkürzt: „One time professor in the higher school of commerce in Vienna, Sigmund Feilbogen haunts the Cafés des Banques, with an eartrumpet which orients and occidents night and day to catch rumours of peace anywhere at any hour.“
Siegmund Feilbogen war seit 23. Juni 1901 mit der Literaturwissenschaftlerin, Übersetzerin und Schriftstellerin Franziska Feilbogen verheiratet.

## Werk
- Robert Peel. Ein Essay als Dissertation. 1882.
- Unsere Rechtsstudien. 1887.
- Smith und Turgot. Ein Beitrag zur Geschichte und Theorie der Nationalökonomie. Wien 1892.
- Ziele und Wege der Theoretischen Nationalökonomie in der Gegenwart. 1894.
- Die Altersversorgung der kaufmännischen Angestellten. Ein Beitrag zum Studium der socialen Frage. 1894.
- Promemoria über die Errichtung einer Handelshochschule in Wien zu dauernder Erinnerung an das diesjährige Regierungs-Jubiläum seiner K. u. K. Apostolischen Majestät des Kaisers Franz Joseph I. 1898.
- Werdegang der Export-Akademie. 1899.
- Das k.k. österreichische Handelsmuseum. 1875–1900. 1900 (Digitalisat).
- Die Nationalökonomie als Unterrichtsgegenstand an den österreichischen Handelslehranstalten. Ein Beitrag zur Pädagogik und Methodik der Nationalökonomie. 1903.
- Alkoholmonopol und Spiritusexport. 1905.
- Ziele und Wege der theoretischen Nationalökonomie in der Gegenwart. Eine Skizze.
- Max Adler (Herausgeber): Festschrift für Wilhelm Jerusalem zu seinem 60. Geburtstag. Mit Beiträgen von Max Adler, Rudolf Eisler, Sigmund Feilbogen, Rudolf Goldscheid, Stefan Hock, Helen Keller, Josef Kraus, Anton Lampa, Ernst Mach, Rosa Mayreder, Julius Ofner, Josef Popper, Otto Simon, Christine Touaillon und Anton Wildgans. Verlag Wilhelm Braumüller, Wien und Leipzig 1915.

### Joyceana
- Irlands Künstlerseele. Ein merkwürdiges Buch [Besprechung von „A Portrait of the Artist as a Young Man“]. In: Berliner Tageblatt. 2. Juni 1917. S. 2.
- Das Drama der Zurückgekehrten [Besprechung von „Verbannte“]. In: Berliner Tageblatt. 12. September 1918. S. 2.
- Ein Dichter im Exil. James Joyce und seine Werke. In: Neues Wiener Tagblatt, Nr. 177. 29. Juni 1919, S. 20.
- Brief vom 28. Juni 1916 an James Joyce.